# Sieliszcze (Mazanówka)
Sieliszcze – część wsi Mazanówka w Polsce położona w województwie lubelskim, w powiecie bialskim, w gminie Tuczna.
Wierni kościoła rzymskokatolickiego należą do parafii Trójcy Świętej w Huszczy.
W latach 1975–1998 Sieliszcze administracyjnie należało do województwa bialskopodlaskiego.